# Messerschmitt Me 321
El Messerschmitt Me 321 Gigant fou un planador de transport militar creat el 1941 per a l'exèrcit alemany.
Durant la preparació d'una possible invasió de la Gran Bretanya en el si de la Segona Guerra Mundial (anomenada Operació Lleó Marí), l'Oberkommando des Heeres (OKH) va demanar un planejador de transport que pogués carregar uns 130 soldats equipats perquè no era possible portar tot l'armament i material per mar.
Quan l'operació es va descartar el desembre de 1940 i es va començar la planificació de la invasió de la Unió Soviètica, es va trobar que la solució més rendible a la necessitat d'avions de transport era utilitzar planadors. Els planadors de transport també van ser demanats per assegurar els cap de platja en poc temps.
En aquest sentit, la captura de Fort Eben-Emael el maig de 1940 va ser, pels líders de l'exèrcit alemany, la prova que els planadors eren crucials per a aquesta mena d'escenars.
Tot i això, el disseny de Junkers, el Junkers Ju 322, no va tenir èxit perquè l'empresa va optar per utilitzar una construcció totalment de fusta. Llavors, es va escollir el model Me 321 de Messerschmitt, tot i que era tant pesant que necessitava ser impulsat per tres caces Messerschmitt Bf 110 que s'enlairaven simultàniament, en una maniobra molt perillosa El Me 321 tenia un ús molt limitat a causa de la baixa disponibilitat d'avions remolcadors adequats, l'alta vulnerabilitat durant el vol i la seva difícil manipulació a terra, tant a la base com als llocs d'aterratge de destinació. El Me 321 es va desenvolupar, per etapes, en el Messerschmitt Me 323 Gigant de sis motors, que va eliminar alguns dels problemes amb la manipulació a terra, tot i que la càrrega útil es va reduir. La vulnerabilitat al foc terrestre i als atacs aeri va continuar sent un problema constant durant les operacions de totes les variants.

## Dades
- Funció: Transport planador
- Primer vol: 7 de març, 1941
- Entrega: Juny 1941
- Última entrega: Abril 1942
- Dimensions:
  - Ala: 55 m
  - Llargada: 28.15 m
  - Alçada: 10.15 m
- Pes:
  - Buit: 12,400 kg
  - Màxim: 34,400 kg
- Propietats:
  - Velocitat màxima: 160 km/h
  - Escalada inicial: 2.5 m/s impulsat per tres caces Me 110
- Armes: 4 metralladores MG 15